# SAP企业资源规划
SAP企业资源规划（SAP ERP）是德国SAP公司开发的一款企业资源规划应用软件。SAP企业资源规划可用于管理公司关键业务功能。
SAP企业资源规划中包含的业务流程有运营（销售与分销、物料管理、生产计划、物流执行和质量管理）、财务（财务会计、管理会计、财务供应链管理）、人力资本管理（培训、薪资、电子招聘）和企业服务（差旅管理、环境、健康与安全、不动产管理）。

## 發展沿革
SAP ERP是基於之前的SAP R/3軟體構建成的。SAP R/3於1992年7月6日正式推出，ERP即是由基於SAP Basis（SAP的中介軟體程式及工具）的各種應用程式所組成。

## SAP实施
- 第1階段 - 項目準備
- 第2階段 - 商業藍圖
- 第3階段 - 實現
- 第4階段 - 最後準備
- 第5階段 - 線上支持

## 參閲
- NetWeaver
- 面向服务的体系结构
- 傳輸層安全性協定
- SAP圖形用戶界面（英语：SAP Graphical User Interface）
- ERP軟體包列表（英语：List of ERP software packages）
- T代碼（英语：T-code）
- 英國及愛爾蘭SAP用戶組（英语：UK & Ireland SAP Users Group）
- GuiXT（英语：GuiXT）